# Torvsjön, Lappland
Torvsjön är en sjö i Åsele kommun i Lappland och ingår i Ångermanälvens huvudavrinningsområde. Sjön har en area på 4,16 kvadratkilometer och ligger 323,9 meter över havet. Sjön avvattnas av vattendraget Torvsjöån.

## Delavrinningsområde
Torvsjön ingår i det delavrinningsområde (713721-157006) som SMHI kallar för Utloppet av Torvsjön. Medelhöjden är 390 meter över havet och ytan är 72,29 kvadratkilometer. Räknas de 26 avrinningsområdena uppströms in blir den ackumulerade arean 313,2 kvadratkilometer. Torvsjöån som avvattnar avrinningsområdet har biflödesordning 2, vilket innebär att vattnet flödar genom totalt 2 vattendrag innan det når havet efter 216 kilometer. Avrinningsområdet består mestadels av skog (79 procent). Avrinningsområdet har 4,64 kvadratkilometer vattenytor vilket ger det en sjöprocent på 6,4 procent.